# Das Geheimnis von Twin Peaks (Twin Peaks)
Das Geheimnis von Twin Peaks (Originaltitel: Pilot) ist der Pilotfilm der Mysteryfernsehserie Twin Peaks. Er wurde zum ersten Mal vom US-amerikanischen Fernsehsender ABC am 8. April 1990 ausgestrahlt und in Deutschland am 10. September 1991 von RTLplus. Das Drehbuch der Episode stammt von den Serienschöpfern Mark Frost und David Lynch, während Lynch selbst Regie führte. Der Pilot handelt von dem FBI-Agenten Dale Cooper und dem Sheriff Harry S. Truman, die Untersuchungen in dem Mordfall der beliebten Highschool-Schülerin Laura Palmer aufnehmen. Cooper glaubt, dass der Mord eine Verbindung mit einem weiteren besitzt, der sich im Jahr zuvor ereignete. Des Weiteren gibt die Folge den Ton der restlichen Serie vor und führt diverse Haupt- und Nebenfiguren sowie Handlungsbögen ein. Der Pilot erzielte in den Vereinigten Staaten die höchsten Einschaltquoten der gesamten Serie und wird von Kritikern und Fans gelobt. Der ursprüngliche Originaltitel war Northwest Passage, der jedoch später geändert wurde.

## Handlung
In der Kleinstadt Twin Peaks (Washington), im Pazifischen Nordwesten der Vereinigten Staaten, wird die angespülte und mit Plastikfolie umhüllte Leiche von Laura Palmer gefunden. Der FBI-Agent Dale Cooper wird zur Unterstützung dazu gerufen, als Laura Palmers Mitschülerin Ronnette Pulaski misshandelt aufgefunden wird. Cooper geht von einem Zusammenhang zwischen Palmers Tod und dem Tod des Mädchens Teresa Banks, die im Jahr zuvor unweit von Twin Peaks ermordet wurde, aus. Er findet ein kleines Stück Papier mit dem Buchstaben „R“ unter einem Fingernagel von Laura Palmer und berichtet Sheriff Harry S. Truman, dass er unter Teresa Banks Fingernägeln den Buchstaben „T“ fand. Währenddessen versucht die Palmer-Familie und Freunde von Laura die neue Situation zu bewältigen und fragen sich, wie es so weit kommen konnte.
Mit der Annahme, dass es sich um denselben Täter wie im Mordfall aus dem Jahr zuvor handelt, beginnt Cooper eine offizielle Untersuchung des Falls. Derweil ruiniert die rebellische Audrey Horne einen kurz bevorstehenden Geschäftsabschluss ihres Vaters Benjamin Horne; Sheriff Truman verhaftet Palmers festen Freund Bobby Briggs, der sich heimlich mit der verheirateten Dinerbedienung Shelly trifft; Palmers beste Freundin Donna Hayward und Palmers heimliche Affäre James Hurley kommen sich näher und Lauras Mutter wird von einer Vision heimgesucht.

## Produktion

### Konzept und Drehbuch

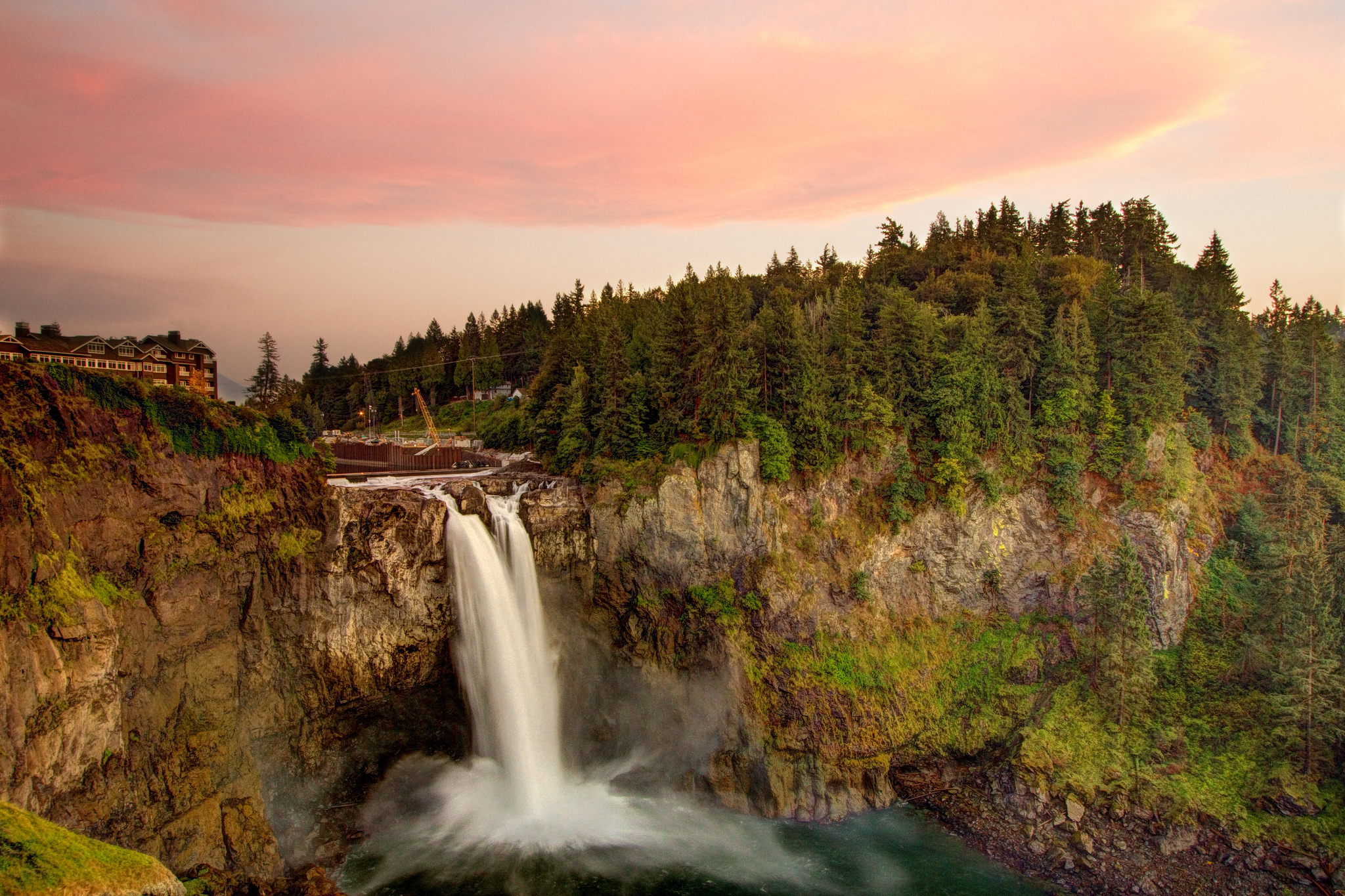
Snoqualmie Falls war einer der Drehorte der Pilotepisode.

David Lynch und Mark Frost stellten während des Streiks der Writers Guild of America, East 1988 dem US-amerikanischen Fernsehsender ABC in einem zehnminütigen Treffen mit dem Leiter der Dramaabteilung, Chad Hoffman, das Grundkonzept der Serie vor. Das Mysterium um den Mörder Laura Palmers sollte ursprünglich im Vordergrund stehen und später eine untergeordnetere Rolle spielen, während die Zuschauer weitere Bewohner des Ortes kennenlernen. Ziel von Lynch und Frost war es, eine Polizeiuntersuchung mit einer Seifenoper zu kombinieren.
ABC mochte die Idee und bat Lynch und Frost ein Drehbuch für die Pilotepisode zu schreiben. Frost schrieb dabei die Figuren mit mehr Textanteil, wie Benjamin Horne, während Lynch für den FBI-Agenten Dale Cooper zuständig war, in dem Lynch viele seiner eigenen Phrasen nutzte. Der ursprüngliche Name der Serie war Northwest Passage und spielte in North Dakota, doch der Fakt, dass reale Orte mit dem Namen Northwest Passage existieren, führte zu der Änderung im Drehbuch. Die gesamten Produktionskosten für den Piloten beliefen sich auf 1,8 Millionen US-Dollar. Dazu zählte eine Vereinbarung mit ABC, dass ein zusätzliches Ende gefilmt wird, damit diese Version als abgeschlossener Film nach Europa verkauft werden kann, falls die Fernsehserie nicht für eine Staffel verlängert werden sollte. Gedreht wurde an verschiedenen Orten des Bundesstaats Washington, wie den Snoqualmie Falls, North Bend, Monroe, Fall City und Seattle. Erst später wurden große Teile der Serie in Los Angeles und Umgebung gedreht. ABCs Robert Iger mochte den Pilotfilm, hatte es aber schwer, die anderen Entscheider des Senders von Twin Peaks zu überzeugen. Iger schlug vor, den Piloten einer diverseren und jüngeren Gruppe zu zeigen, die ihn daraufhin ebenfalls positiv bewerteten. ABC gab daraufhin sieben weitere Episoden für je 1,1 Millionen US-Dollar in Auftrag. Einige Führungskräfte gingen davon aus, dass die erste Folge nie ausgestrahlt wird, da sie schlechte Kritiken von Journalisten und Zuschauern erwarteten. Iger plante mit der Ausstrahlung jedoch für das Frühjahr 1990. Er konnte in einer finalen Telefonkonferenz die Führungskräfte aus New York City überzeugen und setzte so die Ausstrahlung des Pilotfilms durch.

### Improvisierte Elemente

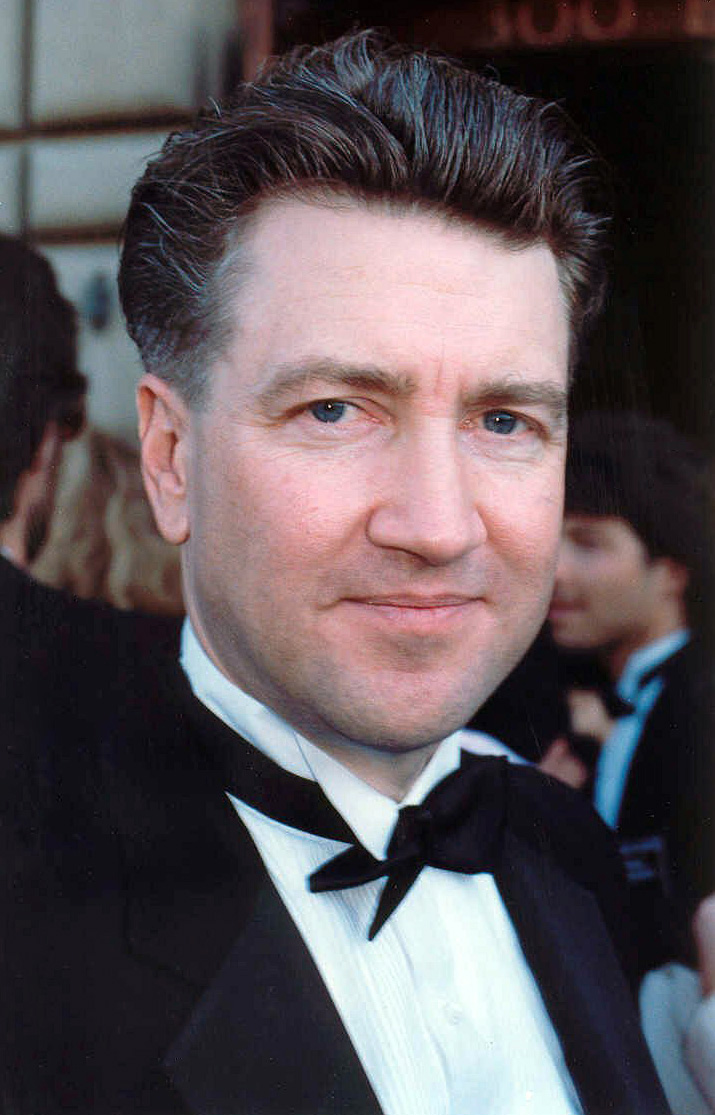
David Lynch, Co-Autor und Regisseur der Pilotepisode im Jahr 1990.

Während des Drehs improvisierte Lynch aufgrund von nicht geplanten Vorkommnissen Teile von einigen Szenen. Die Bekannteste war der versehentliche Auftritt des Bühnenbildners Frank Silva, der versehentlich durch einen Spiegel bei Sarah Palmers Vision am Ende des Piloten zu sehen ist. Als Lynch Silvas Gesicht sah, fand er die Szene so gut, dass er sie in der Folge ließ und Silva in der Rolle des Bob engagierte, dem mysteriösen Peiniger von Laura Palmer.
Beim Dreh der Szene, in der FBI-Agent Dale Cooper Lauras Leichnam zum ersten Mal untersucht, begann eine defekte Leuchtstofflampe an der Decke zu flackern, doch Lynch entschied sie nicht auszutauschen, da er den dadurch entstandenen beunruhigenden Effekt behalten wollte. In derselben Szene missversteht ein Nebendarsteller einen Satz und denkt, dass er von Cooper nach seinem Namen gefragt wird. Er erzählt ihm seinen richtigen Namen, anstatt seiner im Drehbuch vorgegebenen Antwort, und verunsichert damit die Schauspieler um sich herum. Auch diesen Moment beließ Lynch in der Endversion des Piloten, da er den lebensechten und improvisierten Dialog mochte.

## Voraufführungen
Bevor ABC den Pilotfilm im Fernsehen ausstrahlte, wurde er am 10. Februar 1990 beim Miami International Film Festival voraufgeführt. Mark Frost fasste ihn dafür als „Blue Velvet trifft Peyton Place“ zusammen. Der Filmkritiker Roger Hurlburt, von der lokalen Tageszeitung Sun-Sentinel, schrieb in seiner Kritik: „das Lynchige Gefühl von drohender Gefahr und perversen sexuellen Untertönen, gekoppelt mit exzellenter Musik, lässt den Twin-Peaks-Pilotfilm fast schon zu gut funktionieren. Man möchte alles hintereinander sehen. Doch die Serie könnte enttäuschen, aufgrund ihrer bewusst schleppenden Erzählung, Brutalität, Sex mit Gewalt und einer Spur von etwas anderem… etwas tödlichem, bislang ungesehenem und wahrscheinlich abscheulichem.“
Im April lief eine weitere Vorführung im Museum of Broadcasting in Hollywood. Der Medienanalyst und Werbemanager Paul Schulman sagte danach, dass er nicht denke, dass die Serie eine Chance hat. Sie sei zu unkommerziell und zu radikal anders, als das was Zuschauer sonst gewohnt sind.

## Veröffentlichung

### Zuschauerzahlen und Auszeichnungen

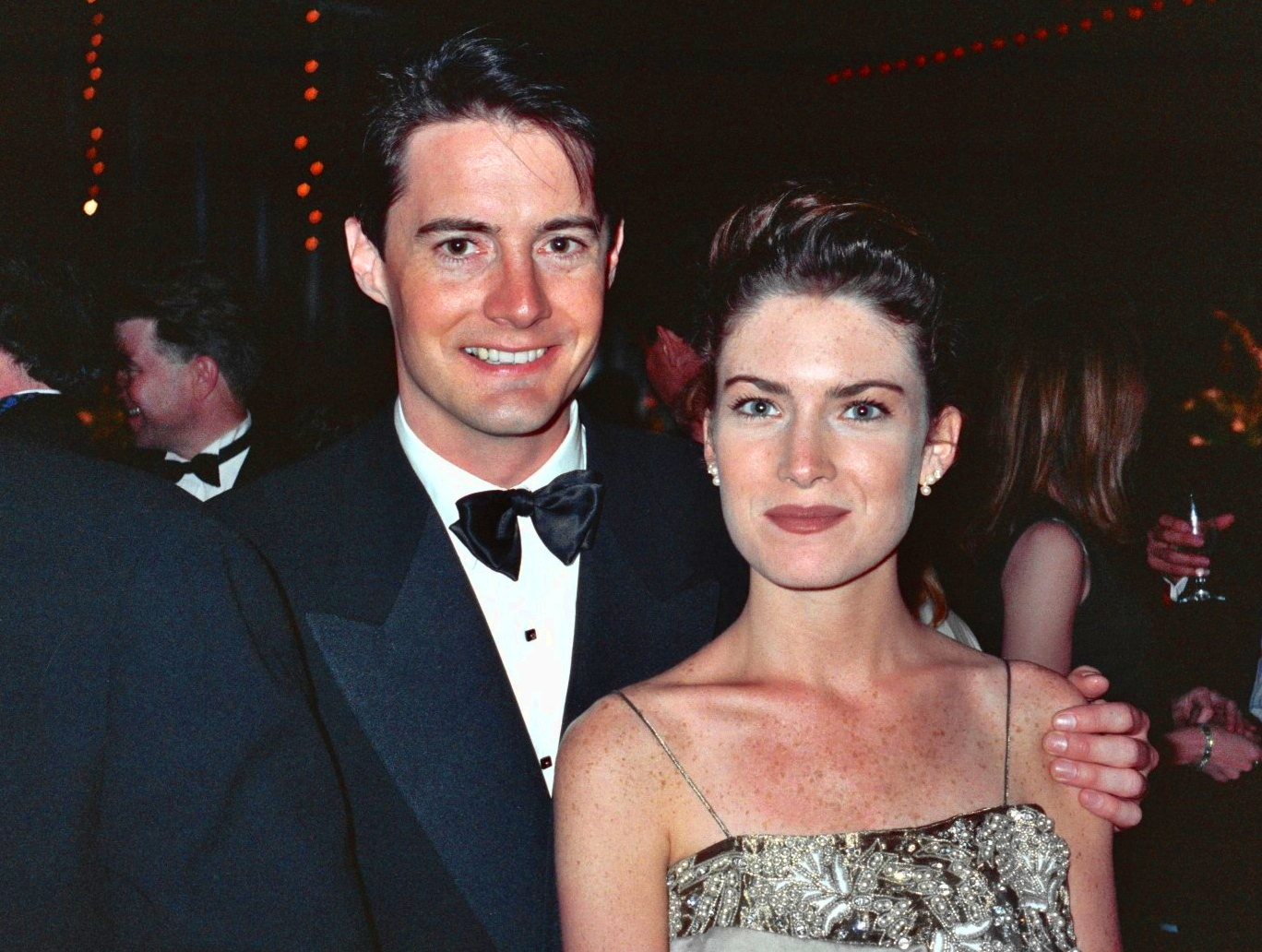
Kyle MacLachlan und Lara Flynn Boyle bei den Emmy Awards 1990.

Der inklusive Werbeunterbrechungen zwei Stunden lange Pilot war mit 34,6 Millionen Zuschauern der meistgesehene Film während der US-Fernsehsaison 1989/90. In Los Angeles war die Pilotepisode mit 29 % der Zuschauer die zweitmeistgesehene Sendung der Woche. Auf Platz eins lag Eine schrecklich nette Familie mit 34 % der Zuschauer. Bei der folgenden Episode Spuren ins Nichts sanken die Zuschauerzahlen auf 23,2 Millionen. Medien wie die New York Times und lokale Radiostationen verkündeten, dass die Serie es geschafft habe, eine treue Fangemeinde an sich zu binden. Eine Radiostation meldete jedoch, dass viele Zuschauer geschockt waren vom teils sexuellen Unterton oder der Essensszene.
Der Pilot wurde bei der Primetime-Emmy-Verleihung 1990 insgesamt für sechs Preise nominiert, einschließlich Beste Regie für eine Dramaserie für David Lynch, Bester Hauptdarsteller in einer Dramaserie für Kyle MacLachlan als Dale Cooper und Bestes Drehbuch für einer Dramaserie für Mark Frost und Lynch. Er gewann eine Auszeichnung für das beste Kostümdesign in einer Serie (Patricia Norris) und den besten Schnitt (Duwayne Dunham). Die Pilotepisode gewann im selben Jahr einen Peabody Award.
Die internationale Version des Pilotfilms besitzt eine abgeschlossene Handlung und ist 20 Minuten länger.
In Deutschland sicherte sich RTLplus, in einem Bieterkrieg mit der ARD, die Rechte an dem Pilotfilm und der Serie. Dieser wurde in der synchronisierten Originalversion zum ersten Mal am 10. September 1991 um 20:15 Uhr ausgestrahlt.

### Rezeption
Ursprünglich war der Sendeplatz an Donnerstagabend schlecht für Seifenopern, da Der Denver-Clan und der kurzlebige Ableger Die Colbys – Das Imperium nur schlechte Einschaltquoten erzielten. Twin Peaks lief zudem zeitgleich zur erfolgreichen Sitcom Cheers.
Die ersten Kritiken zum Pilotfilm waren positiv. Tom Shale von der Washington Post schrieb, dass Twin Peaks den Zuschauer verwirrt, mit Arten die das Fernsehen nur selten versucht. In der New York Times schrieb John J. O’Connor, dass Lynch das Standardgenreformular genießt, es aber mit seinen eigenen seltsamen Feinheiten versieht.
Diana White vom Boston Globe erkannte, dass der Pilot „der Film ist, der das Fernsehen verändert.“ Ken Tucker von Entertainment Weekly vergab mit einem „A+“ die Höchstwertung für die Episode. Obwohl er die Geschichte und Lynchs Regiearbeit hoch lobte, war er sich sicher, dass aufgrund der verwirrenden Handlung daraus kein Quotenerfolg wird. David Zurawik von der Baltimore Sun verglich den Piloten mit den Werken von Alfred Hitchcock. Zudem sei die Kameraführung sehr nah an dem dran, was er als Kunst versteht. Jen Chaney von der Washington Post bezeichnete den Film im Jahr 2007 als einen der besten Serienpiloten der Fernsehgeschichte.
Der Spiegel sah im Piloten viele Überschneidungen mit Lynchs vorherigen Werken wie Blue Velvet, Eraserhead und Wild at Heart und bezeichnete ihn als „kleines Fernsehwunder“.
Die Programmzeitschrift TV Guide listete 1997 den Piloten auf Platz 25 der 100 besten Episoden aller Zeiten.

### Weiterer Vertrieb
Aufgrund von Lizenzproblemen wurde die US-amerikanische Version des Piloten (94 Minuten lang) bis zum Jahr 2007 dort nie zum Kauf angeboten. Die europäische Version (116 Minuten) erschien Jahre zuvor schon auf VHS und Laserdisc. Diese Version wurde in einigen europäischen Ländern als eigenständiger Fernsehfilm ausgestrahlt. Sie ist zum großen Zeil identisch mit der Originalversion bis auf die letzten Szenen, in denen der Mörder von Laura Palmer offenbart wird. Beide Versionen des Piloten sind in der Twin Peaks – Definitive Gold Box Edition DVD-Edition (2007) sowie der Twin Peaks – Das ganze Geheimnis Blu-ray-Edition (2014), zu finden. Lynch war so zufrieden mit dem zusätzlichen Material der europäischen Version, dass er Teile davon in späteren Traumsequenzen von Cooper nutzte.